# Forcipomyia neomonticola
Forcipomyia neomonticola är en tvåvingeart som beskrevs av Art Borkent 1997. Forcipomyia neomonticola ingår i släktet Forcipomyia och familjen svidknott. Inga underarter finns listade i Catalogue of Life.